# أولي كيير
أولي كيير (بالدنماركية:Ole Kjær)، من مواليد 16 أغسطس 1954 ، لاعب كرة قدم دنماركي سابق.
لعب مع منتخب الدنمارك لكرة القدم.

## مسيرته الكروية
لعب أولي كيير خلال مسيرته الاحترافية مع ناديين في تسعة عشر موسمًا ولم يسجل خلالها أي هدف ضمن 481 مباراة. حيث فاز في موسم واحد بالكأس وفي موسم واحد بالدوري.
خاض أولي كيير مسيرته مع نادي إيسبيرغ في موسم 1973 في المرة الأولى ليلعب معه ثلاثة عشر موسمًا ثم في عامي 1990-1992 ولمدة موسمين، مشاركًا طوالها في 386 مباراة ولم يسجل أي هدف. ثم انتقل إلى نادي نايستفيد في موسم 1986 ليلعب معه أربعة مواسم، حيث شارك في 95 مباراة ولم يسجل أي هدف أيضًا.

## روابط خارجية
- أولي كيير على موقع قاعدة بيانات كرة القدم.إي يو (الإنجليزية)
- أولي كيير على موقع ناشيونال فوتبول تيمز (الإنجليزية)
- أولي كيير على موقع عالم كرة القدم.نت (الإنجليزية)